# Fonda Peninsulares
La fonda Peninsulares (más tarde conocida como Fonda de Postas Peninsulares o Fonda de las Diligencias Peninsulares) fue una fonda de Madrid creada a mediados del siglo XIX por la Compañía de Diligencias Peninsulares y Postas. Se encontraba en el número 15 de la calle Alcalá (junto a la Casa de Aduanas).

## Historia
En 1830 se establecieron las compañías de Diligencias Peninsulares y la de Postas Peninsulares, ambas con la misma ruta y similar eficiencia, reduciendo la duración de los viajes y aumentando el número de visitantes a Madrid. La aparición del ferrocarril en España hizo que las diligencias y la fonda desapareciesen progresivamente. El Ministerio de Hacienda adquirió el local que con el tiempo pasó a ser un edificio bancario.
Aunque no era una de las fondas más lujosas de la capital de España, debido al volumen de viajeros que movían las diligencias si era una de las mayores de Madrid. Las crónicas de los viajeros extranjeros de la época solían comentar el excesivo gusto por las comidas "al estilo" español con abundante aceite y ajo.